# Cecil De Vere
Cecil De Vere (* 14. Februar 1846 in London als Valentine John Cecil De Vere; † 9. Februar 1875 in Torquay) war ein britischer Schachspieler.
Nachdem De Veres Herkunft lange unklar war, berichtete sein Biograph Owen Hindle 2005 im British Chess Magazine über die Auffindung der Geburtsurkunde. Danach wurde „Valentine John Cecil De Vere“ am Valentinstag 1846 in der östlich der Regent Street gelegenen Warwick Street 46 in London als unehelicher Sohn von Catherine Mathews geboren. Der Vater wurde nicht benannt, lediglich sein Beruf als Chirurg angegeben. Mit zwölf Jahren erlernte er unter der Anleitung von Francis Burden das Schachspielen. In der Folge besuchte er regelmäßig das Schachcafe Simpson's Divan in London. Hier freundete er sich mit dem Schachmeister und Schachschriftsteller George Alcock MacDonnell (1830–1899) an, mit dessen Hilfe er seine Spielstärke steigern konnte.
Aufsehen erregte er im Dezember 1865 durch einen gewonnenen Zweikampf gegen Wilhelm Steinitz (7:3 bei zwei Remispartien). Allerdings hatte Steinitz den Nachwuchsmeister unterschätzt und in jeder Partie einen Bauern und einen Zug vorgegeben. Steinitz verglich sein Talent daraufhin mit dem des jungen Paul Morphy. Einen Wettkampf ohne Vorgabe im Juni 1866 gewann Steinitz allerdings mit 2:0 bei zwei Remispartien.
Im gleichen Jahr wurde in London die erste britische Meisterschaft ausgetragen. De Vere gewann diese in überzeugender Manier (zwölf Siege, keine Verlustpartie) vor Macdonnell und wurde so der erste offizielle britische Meister. Im Jahre 1867 bestritt er in Paris sein erstes internationales Turnier und wurde dabei Fünfter.
Seinen Lebensunterhalt verdiente er als Angestellter bei Lloyd’s. Ende 1867 erfuhr De Vere, dass er unheilbar an Lungentuberkulose erkrankt war. Ein Jahr vorher war auch seine Mutter verstorben. Dies verkraftete De Vere nicht. Er bekam Depressionen und verfiel dem Alkohol. Er kündigte bei Lloyd’s und lebte fortan von dem mütterlichen Erbe und Gewinnprämien aus dem Schachspiel.
Zweimal belegte er bei der britischen Meisterschaft noch den geteilten ersten Rang: 1868/1869 mit Joseph Henry Blackburne, 1872 mit John Wisker (1846–1884), allerdings verlor er beide Stichkämpfe.
Im Jahre 1870 gelangen ihm beim Turnier in Baden-Baden noch einige spektakuläre Siege, er belegte in dem starken Turnier den 6.–7. Platz.
Für die Londoner Zeitung The Field betreute er eine Schachspalte, musste dies aber 1872 aus gesundheitlichen Gründen aufgeben. Sein Nachfolger auf diesem Posten wurde Steinitz. Im Februar 1874 bestritt er im City of London Chess Club noch einen Wettkampf mit Johannes Hermann Zukertort, den er mit 1:2 verlor.
Bei einem Kuraufenthalt in Torquay starb er 1875 und erhielt dort ein Armenbegräbnis.
Da De Vere nicht bis zur absoluten Weltspitze vordrang, geriet er der Nachwelt fast in Vergessenheit.